# Irene Cadurisch
Irene Cadurisch, née le 23 octobre 1991 à Brigels, est une biathlète suisse. 

## Biographie
Membre du club des Gardes-Frontière, elle dispute sa première compétition internationale lors de la saison 2007-2008 en Coupe d'Europe junior. Son meilleur résultat chez les juniors est septième sur l'individuel des Championnats d'Europe junior 2011 à Ridnaun.
Irene Cadurisch fait ses débuts en Coupe du monde en 2012 à Oberhof, puis participe aux Championnats du monde de Ruhpolding. Elle obtient son premier top vingt en 2014 au sprint de Pokljuka (19e).
Elle participe aux Jeux olympiques d'hiver de 2014, où elle se classe 37e de l'individuel et 9e du relais.
Aux Jeux olympiques d'hiver de 2018, alors qu'elle n'a pas marqué le moindre point en Coupe du monde depuis le début de l'hiver, elle enchaîne une série de performances remarquables en terminant 8e du sprint (le meilleur résultat individuel de sa carrière), 16e de la poursuite, 28e de la mass start et 6e du relais.
Les deux saisons suivantes sont difficiles, elle est notamment perturbée par une opération du pied et ne parvient pas à rentrer dans les points en Coupe du monde. Elle obtient tout de même un podium en IBU Cup en 2020, sur le sprint d'Osrblie.
En 2020-2021, Irene Cadurisch fait son retour dans les classements de la Coupe du monde et termine la saison au 49e rang général, de loin le meilleur classement final de sa carrière. Elle réalise notamment une belle performance aux Championnats du monde de Pokljuka en se classant huitième de l'individuel, son deuxième top 10 dans l'élite après celui des Jeux olympiques.
C'est une biathlète connue pour son tir rapide. 
Lors des jeux olympiques de Pékin en février 2022, elle prend part à une seule épreuve, le relais féminin. Première relayeuse de l'équipe suisse, elle abandonne peu après son dernier tir, victime d'un malaise sur la piste à cause de problèmes de circulation sanguine. 

## Palmarès

### Jeux olympiques d'hiver
| Épreuve / Édition                | Individuel | Sprint | Poursuite | Départ groupé | Relais | Relais mixte |
| Jeux olympiques 2014 Sotchi      | 37e        | —      | —         | —             | 9e     | —            |
| Jeux olympiques 2018 Pyeongchang | —          | 8e     | 16e       | 28e           | 6e     | —            |
| Jeux olympiques 2022 Pékin       | —          | —      | —         | —             | DNF    | —            |

 — : N'a pas disputé l'épreuve.

### Championnats du monde
| Édition / Épreuve | Individuel | Sprint | Poursuite | Mass start | Relais | Relais mixte | Relais mixte simple              |
| ----------------- | ---------- | ------ | --------- | ---------- | ------ | ------------ | -------------------------------- |
| Ruhpolding 2012   | —          | —      | —         | —          | 21e    | —            | Épreuve inexistante à cette date |
| Holmenkollen 2016 | 73e        | 46e    | 51e       | —          | 16e    | —            | Épreuve inexistante à cette date |
| Pokljuka 2021     | 8e         | —      | —         | —          |        | —            | 9e                               |

Légende :
- — : non disputée par Cadurisch
- : pas d'épreuve
- DSQ : disqualification

### Coupe du monde
- Meilleur classement général : 49e en 2021.
- Meilleur résultat individuel : 8e.

#### Classements en Coupe du monde
| Saison    | Classement général final | Individuel | Sprint | Poursuite | Mass start |
| 2011-2012 | nc                       |            | nc     |           |            |
|           |                          |            |        |           |            |
| 2013-2014 | 71e                      | nc         | 66e    | 69e       |            |
| 2014-2015 | nc                       | nc         | nc     |           |            |
| 2015-2016 | 82e                      | nc         | 72e    | 81e       |            |
| 2016-2017 | nc                       |            | nc     |           |            |
| 2017-2018 | 89e                      | nc         | 78e    | nc (JO)   | nc (JO)    |
| 2018-2019 | nc                       |            | nc     |           |            |
| 2019-2020 | nc                       | nc         | nc     | nc        |            |
| 2020-2021 | 49e                      | 24e        | 51e    | 56e       |            |
| 2021-2022 | nc                       | nc         | nc     | nc        |            |

### IBU Cup
- 1 podium.